# ریگن ور
ریگن ور (انگلیسی: Regan Ware؛ زادهٔ ۷ اوت ۱۹۹۴) بازیکن راگبی ۷ نفره اهل نیوزیلند است.
وی در مسابقات کشوری و بین‌المللی در مجموع برندهٔ ۱ مدال طلا، ۱ مدال نقره شده‌است.